# Wielka Lubasza
Wielka Lubasza (ukr. Велика Любаша, Wełyka Lubasza) – wieś na Ukrainie, w obwodzie rówieńskim, w rejonie rówieńskim, w hromadzie Kostopol. W 2023 liczyła 862 mieszkańców, wśród których 862 wskazało jako ojczysty język ukraiński.
W okresie międzywojennym wieś znajdowała się w granicach II RP, wchodząc w skład gminy Kostopol w powiecie kostopolskim, w województwie wołyńskim.